# Varronia curassavica
Cordia curassavica · Mahot noir, Liane mouton, Herbe condé
Espèce
Varronia curassavica (syn. Cordia curassavica), le Mahot noir,,, la Liane mouton ou l'Herbe condé, est une espèce de plantes à fleurs de la famille des Boraginaceae (ou des Cordiaceae), originaire de l'Amérique tropicale mais ayant été largement introduite en Asie de sud est et dans la région Pacifique où elle est devenue une espèce envahissante. L'épithète spécifique curassavica provient du latin Curaçao, une île du sud de la région des mers des Caraïbes d'où provient son type biologique.

## Description
Le Mahot noir est un arbuste à nombreuses branches pouvant atteindre 3 m de hauteur et sentant fortement la sauge. Ses feuilles sont de forme lancéolée à ovale, de 40 à 100 mm de long et de 15 à 60 mm de large. Il forme de petites fleurs blanches qui poussent en grappes aux extrémités des branches ; elles ont une corolle en forme d'entonnoir, de 4–6 mm de long. Les petits fruits sont rouges charnus et contiennent chacun une seule graine de 4 à 5  mm de long.
C'est un arbuste tropical qui pousse principalement dans le biome saisonnier sec.

## Utilisation
Les fruits de Varronia curassavica sont comestibles et sont aussi utilisés pour l'alimentation animale. Ils servent aussi comme médicament.

## Synonymes
Varronia curassavica a pour synonymes :
(synonymes homotypiques)
- Cordia curassavica (Jacq.) Roem. & Schult. in Syst. Veg., ed. 15[bis]. 4: 460 (1819)
- Lithocardium curassavicum (Jacq.) Kuntze in Revis. Gen. Pl. 2: 977 (1891)

(synonymes hétérotypiques)
- Cordia angustifolia (H.West) Roem. & Schult. in Syst. Veg., ed. 15[bis]. 4: 460 (1819), nom. illeg.
- Cordia barbata Estrada in Fl. Colombia 14: 138 (1995)
- Cordia brevispicata M.Martens & Galeotti in Bull. Acad. Roy. Sci. Bruxelles 11(2): 331 (1844)
- Cordia brevispicata var. hypomalaca Greenm. in Publ. Field Mus. Nat. Hist., Bot. Ser. 2: 338 (1912)
- Cordia canescens Willd. ex Schult. in J.J.Roemer & J.A.Schultes, Syst. Veg., ed. 15[bis]. 4: 799 (1819), nom. illeg.
- Cordia canescens Kunth in F.W.H.von Humboldt, A.J.A.Bonpland & C.S.Kunth, Nov. Gen. Sp. 3: 73 (1818)
- Cordia chacoensis Chodat in Bull. Soc. Bot. Genève, sér. 2, 12: 218 (1920 publ. 1921)
- Cordia chepensis Pittier in Contr. U.S. Natl. Herb. 18: 253 (1917)
- Cordia cuneiformis A.DC. in A.P.de Candolle, Prodr. 9: 492 (1845)
- Cordia cylindristachya var. graveolens (Kunth) Griseb. in Fl. Brit. W. I.: 480 (1861)
- Cordia cylindristachya var. interrupta (A.DC.) Griseb. in Fl. Brit. W. I.: 480 (1861)
- Cordia cylindristachya var. portoricensis (Spreng.) Bello in Anales Soc. Esp. Hist. Nat. 10: 297 (1881)
- Cordia divaricata Kunth in F.W.H.von Humboldt, A.J.A.Bonpland & C.S.Kunth, Nov. Gen. Sp. 3: 74 (1818)
- Cordia graveolens Kunth in F.W.H.von Humboldt, A.J.A.Bonpland & C.S.Kunth, Nov. Gen. Sp. 3: 74 (1818)
- Cordia guianensis (Desv.) Roem. & Schult. in Syst. Veg., ed. 15[bis]. 4: 460 (1819)
- Cordia hirsuta Fresen. in C.F.P.von Martius & auct. suc. (eds.), Fl. Bras. 8(1): 19 (1857), nom. illeg.
- Cordia hirsuta var. stenophylla K.Schum. in unknown publication (1898)
- Cordia hispida Benth. in Bot. Voy. Sulphur: 139 (1845)
- Cordia imparilis J.F.Macbr. in Contr. Gray Herb. 49: 16 (1917)
- Cordia integrifolia (Desv.) Roem. & Schult. in Syst. Veg., ed. 15[bis]. 4: 461 (1819)
- Cordia interrupta A.DC. in A.P.de Candolle, Prodr. 9: 491 (1845)
- Cordia intonsa I.M.Johnst. in Contr. Gray Herb. 92: 28 (1930)
- Cordia linearis A.DC. in A.P.de Candolle, Prodr. 9: 493 (1845)
- Cordia littoralis Pittier in Contr. U.S. Natl. Herb. 18: 253 (1917)
- Cordia macrostachya (Jacq.) Roem. & Schult. in Syst. Veg., ed. 15[bis]. 4: 461 (1819), nom. illeg.
- Cordia macuirensis Dugand & I.M.Johnst. in Caldasia 7: 107 (1955)
- Cordia martinicensis Link in Enum. Hort. Berol. Alt. 1: 162 (1821), nom. illeg.
- Cordia mollis Pittier in Contr. U.S. Natl. Herb. 18: 254 (1917)
- Cordia obliqua (Ruiz & Pav.) Kunth in F.W.H.von Humboldt, A.J.A.Bonpland & C.S.Kunth, Nov. Gen. Sp. 3: 74 (1818), nom. illeg.
- Cordia oxyphylla A.DC. in A.P.de Candolle, Prodr. 9: 492 (1845)
- Cordia palmeri S.Watson in Proc. Amer. Acad. Arts 24: 62 (1889)
- Cordia peruviana Roem. & Schult. in Syst. Veg., ed. 15[bis]. 4: 459 (1819)
- Cordia peruviana var. mexicana A.DC. in A.P.de Candolle, Prodr. 9: 491 (1845)
- Cordia polystachya Kunth in F.W.H.von Humboldt, A.J.A.Bonpland & C.S.Kunth, Nov. Gen. Sp. 3: 73 (1818)
- Cordia portoricensis Spreng. in Neue Entdeck. Pflanzenk. 2: 127 (1821)
- Cordia ramirezii J.Estrada in Fl. Colombia 14: 147 (1995)
- Cordia resinosa Estrada in Fl. Colombia 14: 133 (1995)
- Cordia rugosa Willd. ex Schult. in J.J.Roemer & J.A.Schultes, Syst. Veg., ed. 15[bis]. 4: 801 (1819)
- Cordia salicina A.DC. in A.P.de Candolle, Prodr. 9: 492 (1845)
- Cordia socorrensis Brandegee in Erythea 7: 5 (1899)
- Cordia spicata Willd. ex Schult. in J.J.Roemer & J.A.Schultes, Syst. Veg., ed. 15[bis]. 4: 799 (1819)
- Cordia stenophylla Alain in Contr. Ocas. Mus. Hist. Nat. Colegio "De La Salle" 15: 12 (1956)
- Cordia verbenacea A.DC. in A.P.de Candolle, Prodr. 9: 491 (1845)
- Lithocardium angustifolium Kuntze in Revis. Gen. Pl. 2: 976 (1891)
- Lithocardium brevispicatum (M.Martens & Galeotti) Kuntze in Revis. Gen. Pl. 2: 976 (1891)
- Lithocardium canescens (Kunth) Kuntze in Revis. Gen. Pl. 2: 976 (1891)
- Lithocardium cuneiforme (A.DC.) Kuntze in Revis. Gen. Pl. 2: 976 (1891)
- Lithocardium divaricatum (Kunth) Kuntze in Revis. Gen. Pl. 2: 977 (1891)
- Lithocardium hispidum (Benth.) Kuntze in Revis. Gen. Pl. 2: 977 (1891)
- Lithocardium lineare (A.DC.) Kuntze in Revis. Gen. Pl. 2: 977 (1891)
- Lithocardium macrostachyum (Jacq.) Kuntze in Revis. Gen. Pl. 2: 977 (1891)
- Lithocardium oxyphyllum (A.DC.) Kuntze in Revis. Gen. Pl. 2: 977 (1891)
- Lithocardium peruvianum (Roem. & Schult.) Kuntze in Revis. Gen. Pl. 2: 977 (1891)
- Lithocardium polystachyum (Kunth) Kuntze in Revis. Gen. Pl. 2: 977 (1891)
- Lithocardium salicinum (A.DC.) Kuntze in Revis. Gen. Pl. 2: 977 (1891)
- Lithocardium verbenaceum (A.DC.) Kuntze in Revis. Gen. Pl. 2: 977 (1891)
- Montjolya angustifolia (H.West) Friesen in Bull. Soc. Bot. Genève, sér. 2, 24: 180 (1931-1932 publ. 1933)
- Montjolya bullata (L.) Friesen in Bull. Soc. Bot. Genève, sér. 2, 24: 142 (1931-1932 publ. 1933)
- Montjolya guianensis (Desv.) Friesen in Bull. Soc. Bot. Genève, sér. 2, 24: 142 (1931-1932 publ. 1933)
- Montjolya integrifolia (Desv.) Friesen in Bull. Soc. Bot. Genève, sér. 2, 24: 181 (1931-1932 publ. 1933)
- Montjolya obliqua (Ruiz & Pav.) Friesen in Bull. Soc. Bot. Genève, sér. 2, 24: 182 (1931-1932 publ. 1933)
- Piloisia curassavica Raf. in Sylva Tellur.: 43 (1838)
- Varronia angustifolia H.West in Bidr. Beskr. Ste Croix: 202 (1793)
- Varronia brevispicata (M.Martens & Galeotti) Borhidi in Acta Bot. Hung. 34: 390 (1988)
- Varronia canescens (Kunth) Borhidi in Acta Bot. Hung. 34: 390 (1988), nom. illeg.
- Varronia chacoensis (Chodat) Borhidi in Acta Bot. Hung. 34: 390 (1988)
- Varronia cuneiformis (A.DC.) Borhidi in Acta Bot. Hung. 34: 391 (1988)
- Varronia divaricata (Kunth) Borhidi in Acta Bot. Hung. 34: 391 (1988)
- Varronia graveolens (Kunth) Borhidi in Acta Bot. Hung. 34: 391 (1988)
- Varronia guianensis Desv. in J. Bot. (Desvaux) 1: 270 (1808)
- Varronia hispida (Benth.) Borhidi in Acta Bot. Hung. 34: 391 (1988), pas de date du basionyme.
- Varronia integrifolia Desv. in J. Bot. (Desvaux) 1: 271 (1808)
- Varronia interrupta (A.DC.) Borhidi in Acta Bot. Hung. 34: 392 (1988)
- Varronia intonsa (I.M.Johnst.) J.S.Mill. in Novon 17: 373 (2007)
- Varronia linearis Pav. ex A.DC. in A.P.de Candolle, Prodr. 9: 493 (1845), pro syn.
- Varronia macrostachya Jacq. in Enum. Syst. Pl.: 14 (1760)
- Varronia martinicensis Lam. in Tabl. Encycl. 1: 419 (1792), nom. illeg.
- Varronia obliqua Ruiz & Pav. in Fl. Peruv. 2: 24 (1799)
- Varronia oxyphylla (A.DC.) Borhidi in Acta Bot. Hung. 34: 392 (1988)
- Varronia peruviana (Roem. & Schult.) Borhidi in Acta Bot. Hung. 34: 393 (1988)
- Varronia polystachya (Kunth) Borhidi in Acta Bot. Hung. 34: 393 (1988)
- Varronia portoricensis (Spreng.) Feuillet in Smithsonian Contr. Bot. 98: 173 (2012)
- Varronia ramirezii (J.Estrada) T.S.Silva & J.I.M.Melo in Harvard Pap. Bot. 24: 25 (2019)
- Varronia rugosa Willd. ex Roem. & Schult. in Syst. Veg., ed. 15[bis]. 4: 801 (1819), pro syn.
- Varronia salicina (A.DC.) Borhidi in Acta Bot. Hung. 34: 393 (1988)
- Varronia verbenacea (A.DC.) Borhidi in Acta Bot. Hung. 34: 393 (1988)
- Lantana bullata L. in Sp. Pl.: 627 (1753)